# 卡皮齐
卡皮齐（義大利語：Capizzi），是意大利西西里大区墨西拿廣域市的一个市镇。总面积69平方公里，人口3404人，人口密度49.3人/平方公里（2009年）。ISTAT代码为083008。